# Entre deux mondes (documentaire)
Pour les articles homonymes, voir Entre deux mondes.
Pour plus de détails, voir Fiche technique et Distribution.
Entre deux mondes est un documentaire français tourné en 1960 par Pierre Acot-Mirande.

## Synopsis
Depuis des siècles, les habitants du Sud de l'Algérie ont vécu dans la pauvreté mais selon un art de vie ancestral noble et unificateur. Mais les Français viennent d'y découvrir du pétrole. Ce qui vient bouleverser cet équilibre intemporel. Pour le meilleur et pour le pire.

## Fiche artistique
- Roger Pigaut : narration

## Fiche technique
- Réalisation et scénario : Pierre Acot-Mirande
- Production : Tadié Cinéma, A.C.T.O.M.
- Directeur de la photographie : Guy Tabary
- Musique : Louis Bessières
- Montage : Christiane Mayoux, Raymonde Nevers
- Procédé : 35 mm (négatif & positif), couleurs
- Durée : 18 minutes
- Sortie en France : Décembre 1960 (Journées internationales du court métrage de Tours)

## Lieux de tournage
- Sud algérien